# Kostel Nejsvětějšího srdce Páně (Smíchov)
Kostel Nejsvětějšího srdce Páně na Smíchově v Praze 5 se nachází v areálu bývalého kláštera Sacré Coeur v Holečkově ulici. Spolu s klášterem je chráněn jako kulturní památka České republiky.

## Historie

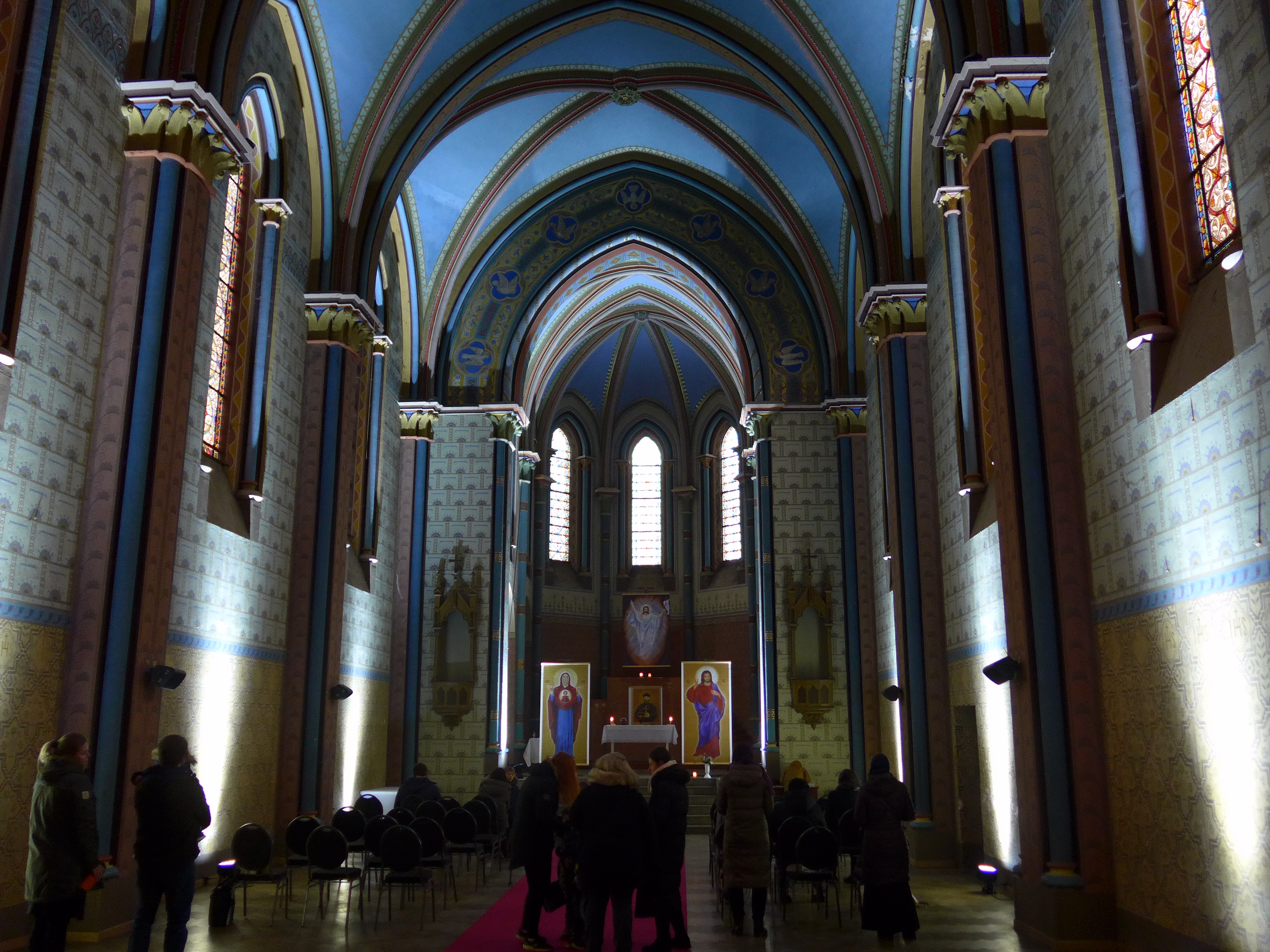
Interiér kostela

Novogotický jednolodní kostel se čtyřbokou romantizující věží byl v letech 1882–1884 přistavěn ke klášteru francouzské kongregace paní Nejsvětějšího srdce Ježíšova - „Dames du Sacré Coeur“. Jeho plány vyhotovil benediktinský architekt p. Felix Gislain Béthune, autor nedalekého kláštera svatého Gabriela; základní kámen byl položen 30. června 1882.
Interiér kostela je vyzdoben nástěnnými malbami ve stylu beuronské benediktinské školy, polychromování provedli benediktini z Emauzského kláštera. K hlavní lodi kostela přiléhá kolmo loď kaple svatého Jana Nepomuckého se vstupem od hlavního oltáře.

### Po roce 1989
Loď kostela byla stavebně upravena a slouží soukromým společenským akcím.